# ریموند (نیوهمپشایر)

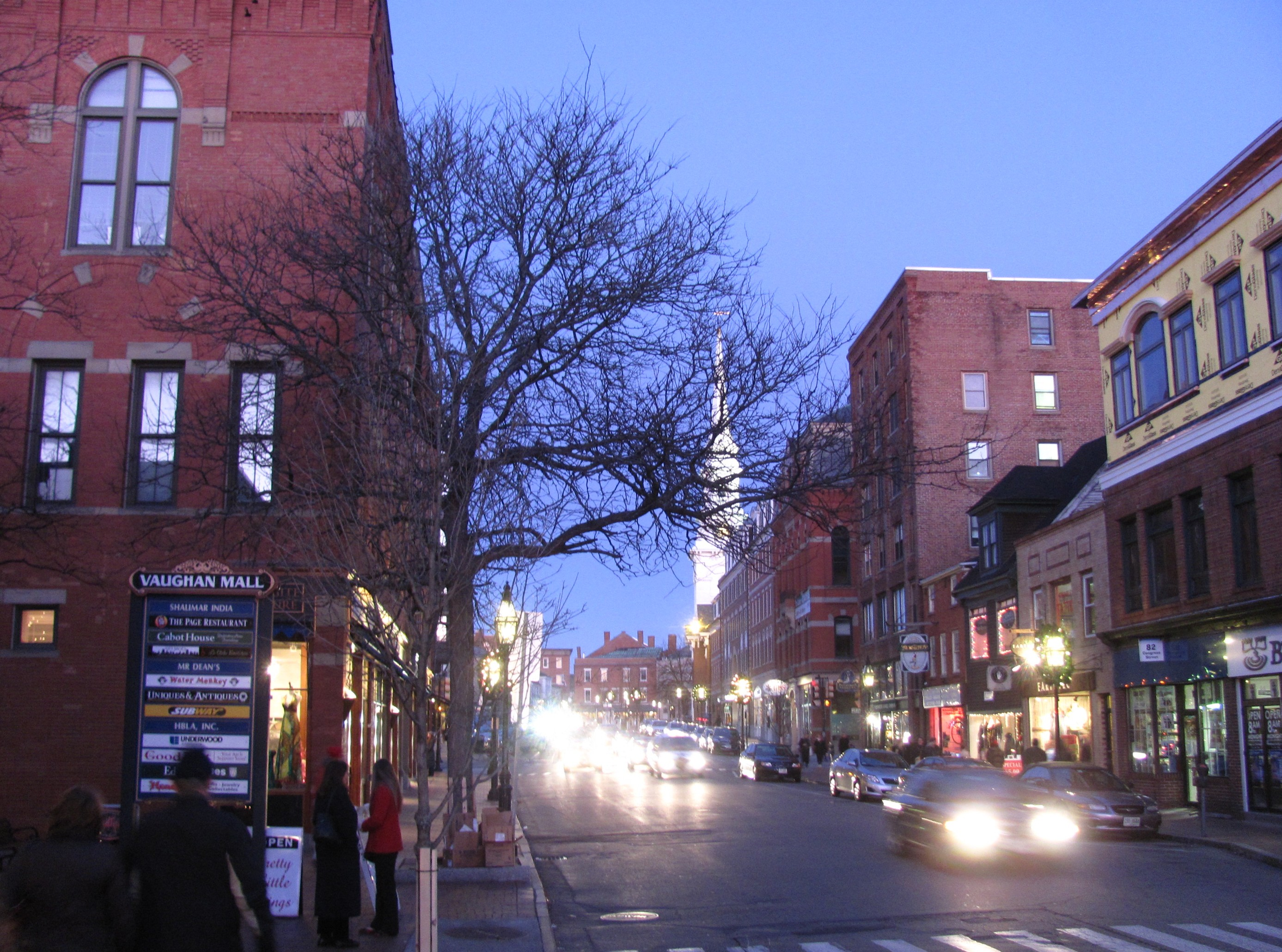

ریموند (به انگلیسی: Raymond) شهری در ایالت نیوهمپشایر کشور ایالات متحده آمریکا است که جمعیت آن در سرشماری سال ۲۰۱۰ میلادی، ۲٬۸۵۵ نفر بوده‌است.